# Association des journalistes tibétains en exil
L'association des journalistes tibétains en exil a été créée en 1997. Son siège est à Dharamsala en Inde. En 1997, les journalistes tibétains travaillant à Dharamsala se sont réunis pour former une association. Plus tard, une charte formelle a été adoptée.

## Organisation
Pema Dhondup, l'ancien producteur et rédacteur de Sargyur, un magazine de nouvelles, a été élu premier président de l'association. Gedun Rabsal, l'ancien rédacteur du Tibet Times, un journal indépendant en langue tibétaine édité trois fois par mois, a été élu vice-président.
Après l'accomplissement du mandat de Pema Dhondup, Gedun Rabsal a assuré le poste de président. Il a assuré sa fonction jusqu'au président actuel, Lobsang Wangyal, qui a commencé son mandat le 12 mai 2002.
Ugyen Norbu, un ancien journaliste de Radio Free Asia, est Secrétaire général depuis le début de l'association, jusqu'à ce que sa démission fin juillet 2004 pour poursuivre d'autres études aux USA.

### Membres fondateurs
Les membres fondateurs sont : 
- Pema Dhondup, ancien producteur et rédacteur de Sargyur
- Gedun Rabsal, ancien rédacteur de Tibet Times
- Le défunt Kunsang Paljor, journaliste de la Radio Voice of Tibet
- Ugyen Norbu, ancien journaliste de Radio Free Asia
- Karma Yeshi, ancien rédacteur de Rangzen tibétain (Rangzen signifie indépendance en tibétain)
- Le défunt Pema Lhundup, ancien rédacteur de Rangzen anglais
- Lobsang Wangyal, journaliste indépendant.